# Grand Tour (cyklistika)
Grand Tour je společné označení tří nejvýznamnějších etapových cyklistických závodů, a sice Giro d'Italia, Tour de France, Vuelta a España. K roku 2019 se pouze sedmi závodníkům podařilo dosáhnout vítězství na všech třech těchto závodech. Prvním z nich byl Jacques Anquetil. Během sezóny 2018 došlo prvně k situaci, že každý ze závodů v jednom roce vyhráli tři různí jezdci pocházející ale ze stejné země, a sice Britové Chris Froome (Giro d'Italia), Geraint Thomas (Tour de France) a Simon Yates (Vuelta a España).

## Seznam výherců všech závodů Grand Tour
Alespoň jednou každý ze závodů vyhráli ve své kariéře tito cyklisté (počty jsou uvedeny k roku 2019):
- Jacques Anquetil[1] – Tour de France (5×), Giro d'Italia (2×), Vuelta a España (1×)
- Felice Gimondi[1] – Tour de France (1×), Giro d'Italia (3×), Vuelta a España (1×)
- Eddy Merckx[1] – Tour de France (5×), Giro d'Italia (5×), Vuelta a España (1×)
- Bernard Hinault[1]  – Tour de France (5×), Giro d'Italia (3×), Vuelta a España (2×)
- Alberto Contador[5] – Tour de France (2×), Giro d'Italia (2×), Vuelta a España (3×)
- Vincenzo Nibali[6] – Tour de France (1×), Giro d'Italia (2×), Vuelta a España (1×)
- Chris Froome[7] – Tour de France (4×), Giro d'Italia (1×), Vuelta a España (2×)

## Ženské závody
K roku 2025 ženská World Tour neobsahuje ani jeden třítýdenní etapový závod.
Mužské podniky Grand Tour však v ženském kalendáři mají své ekvivalenty – jedná se o závody La Vuelta Femenina (složenou ze 7 etap), Giro d’Italia Women (složené z 8 etap) a Tour de France Femmes (složenou z 9 etap)

### Seznam vítězek všech těchto závodů
Alespoň jednou každý ze závodů vyhrály ve své kariéře tyto cyklistky (počty jsou uvedeny k roku 2025):
- Annemiek van Vleutenová – Tour de France Femmes (1×), Giro d’Italia Women (4×), La Vuelta Femenina (1×)